# Lac du Paty
Le lac du Paty est situé sur la commune de Caromb, au nord du village, dans le département de Vaucluse, sur les piedmonts sud-ouest du mont Ventoux. Il est retenu par le second plus vieux « grand barrage » français encore en service,. 

## Présentation
L’accès est possible par une route goudronnée au nord pour les voitures, ainsi que par plusieurs chemins de terre.
Le lac est de forme allongée sur un axe nord-sud. Le remplissage se fait principalement par le nord et l'évacuation, hormis l'évaporation, par le sud. Sa surface est d'environ 5 km2 pour un volume global d'environ 400 000 m3 d'eau.

## Histoire

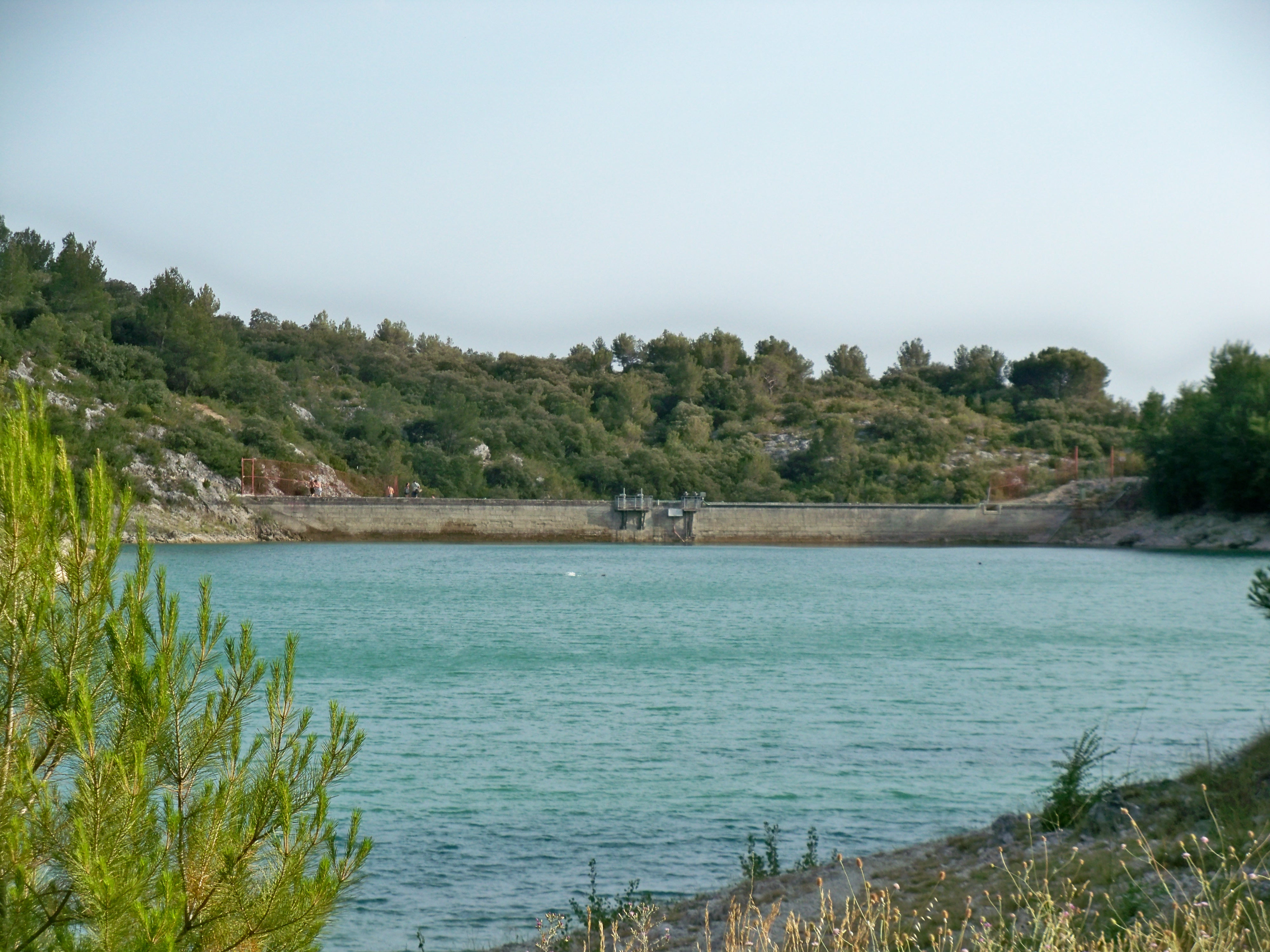
Le barrage du lac du Paty à Caromb.

Sa mise en eau, à la suite de la construction d'un barrage (parfois dénommé « écluse ») à initiative du révérend père Jean-Claude Morand, ,,, date de 1764 à 1766,. Son utilisation première était dédiée à l'arrosage (assuré depuis 1988 par le Canal de Carpentras), et l'alimentation en eau des quatre moulins à blé du village.
Le fait que le barrage soit un barrage-poids, avec un système de drainage gravitaire sur plusieurs niveaux, dont une galerie drainante au pied de l'ouvrage, est redécouvert en 1999. C'est un des plus anciens barrages français de plus de 15 mètres de haut,. Il possède un corps mou, rempli de tout venant et est habillé d'un parement en pierre posé sans ciment ni chaux,.  
Afin de surveiller l'état du barrage, une vidange du lac est pratiquée (en 1974 et 2003-2004) et les poissons repris,. Entre 1974 et 1977, un renforcement de son pied aval est construit en béton,. L'inspection de 2016 est réalisée sans vider l'eau du barrage, puisqu'en 2003, quatre années se sont écoulées pour le remplir complètement. En 2017, un arrêté préfectoral impose un demi remplissage du lac, parce que la consolidation des années 1970 a fragilisé la structure,. Il y a un risque de fissures, car le socle béton est rigide, alors que le corps du barrage est plus flexible. En 2021, un projet de renforcement aval du barrage, d'un coût d'environ 2 millions d'euros, est à l'étude,. 

## Hydrographie
Le lac du Paty, fermé au sud par un barrage de 21,30 m de haut, est alimenté par plusieurs cours d'eau, principalement le torrent de Lauron et le vallat de Chandeirolles,. Le barrage compte trois vannes, permettant une vidange du lac, en théorie, en 5 heures, au débit de 15 m3/s.

## Équipements

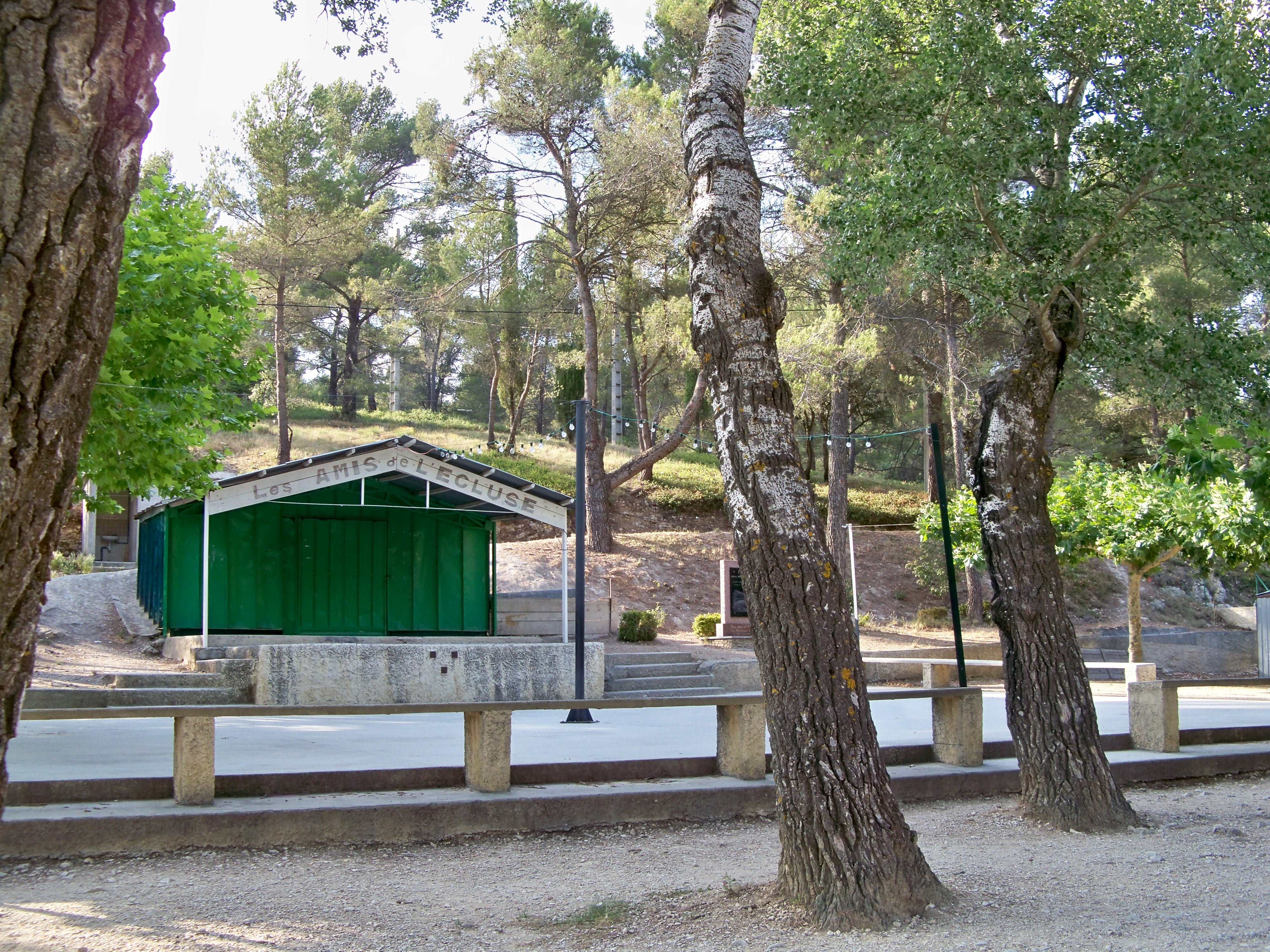
Guinguette du Lac du Paty à Caromb.

Sur place, se trouvent une buvette et une aire de pique-nique, toutes deux au nord du lac. Une partie des aménagements est gérée bénévolement par l'association « Les Amis de l'Ecluse » : le cabanon récemment rénové et désormais orné de pierres sèches dans un style provençal, la buvette et la passerelle. 
Le Lac du Paty est un lieu de pisciculture à revalorisation touristique où l'on peut pêcher sans permis, l'achat d'une carte de pêche à la journée est suffisant. Une société de pêche gère le site depuis 2010.

## Activités
De nos jours, les activités autour du lac sont plus liées au tourisme et aux loisirs, avec notamment la pêche. L'association « Les Amis de l’Écluse » propose pendant la haute saison, de nombreux rendez-vous (bal musette, festivals, soirées cinéma, etc.) et accueille d'autres associations pour des festivals. 
Le lac est également un lieu de promenade et de randonnées. Il est l'un des points de passage du GRP (Chemin de Grande Randonnée de Pays) Tour des Dentelles de Montmirail, long de 58,1 km et à 4 km au sud du GR4.

## Faune et flore
Au niveau des berges et de l'environnement direct du lac, on trouve de nombreuses essences provençales. Le sol est calcaire et plusieurs pinèdes couvrent les environs, ainsi que des chênes verts, etc. 
Le lac est peuplé de truites, poissons blancs et carnassiers. On y voit aussi des méduses d'eau douce.